# ¡Qué Sorpresa!
"¡Qué Sorpresa!" é o 13.° episódio da quinta temporada da série de televisão de comédia de situação norte-americana 30 Rock, e o 93.° no total da produção. Foi realizado por John Riggi, que também era produtor executivo da série, e teve o seu enredo escrito por Matt Hubbard, que também desempenhava a função de co-produtor executivo da temporada. A transmissão original nos Estados Unidos ocorreu através da rede de televisão National Broadcasting Company (NBC) na noite de 3 de Fevereiro de 2011. O episódio contou com o regresso da atriz convidada Elizabeth Banks e teve participações especiais dos atores Ken Howard, Vanessa Minnillo, Subhas Ramsaywac, e Joseph Dunn. O jornalista Brian Williams também fez uma participação desempenhando uma versão fictícia de si mesmo, enquanto os atores Richard Belzer e Ice-T desempenharam as suas respetivas personagens do universo Lei e Ordem.
O episódio centra-se na chegada de Hank Hooper (interpretado por Howard), o presidente da Kabletown, ao edifício 30 Rock. Ele implementa várias alterações, inclusive a imposição de que Jack Donaghy (Alec Baldwin) ouça ideias e sugestões de novos programas de todos os colaboradores da empresa ao longo do dia. Perante estas mudanças, Jack tenta apresentar a sua demissão, mas Hank recusa aceitá-la. Entretanto, Jenna Maroney (Jane Krakowski) e Tracy Jordan (Tracy Morgan) envolvem-se numa disputa por um casaco oferecido por Hank num saco de presentes destinado a ambos. Por sua vez, Avery Jessup (Banks) é candidata a um lugar no noticiário da noite da NBC, mas precisa manter a sua gravidez em segredo para continuar na corrida.
"¡Qué Sorpresa!" foi recebido pelos críticos especialistas em televisão do horário nobre com opiniões variadas, mas, de forma geral, foi considerado divertido e representativo do humor rápido e excêntrico característico da série. Apesar de algumas fragilidades, como a subtrama de Tracy e Jenna, eles notaram que o episódio conseguiu manter o ritmo excêntrico, a criatividade e o humor ágil da série, consolidando a recuperação de 30 Rock após temporadas anteriores mais irregulares.A maior parte dos elogios foi atribuída às tramas de Jack e Liz e à introdução da personagem de Ken Howard.
De acordo com os dados publicados pelo sistema de mediação de audiências Nielsen Ratings, "¡Qué Sorpresa!" foi assistido por uma média de 4,784 milhões de agregados familiares durante a sua transmissão original norte-americana, registando uma classificação de 2,4 e 6 de share entre os telespectadores pertencentes ao perfil demográfico dos 18 aos 49 anos de idade. Este desempenho permitiu a 30 Rock igualar o segundo melhor resultado da NBC na sua faixa horária de transmissão desde Abril de 2010, desconsiderando transmissões esportivas. No recorte mais jovem de adultos e homens entre 18-34 anos, 30 Rock liderou o ranking entre as três grandes redes abertas dos Estados Unidos.

## Produção e desenvolvimento
"¡Qué Sorpresa!" é o 13.° episódio da quinta temporada de 30 Rock. A filmagem principal ocorreu no dia 13 de Dezembro de 2010 nos Estúdios Silvercup em Manhattan, Cidade de Nova Iorque. O episódio foi realizado por John Riggi e teve o seu argumento escrito por Matt Hubbard. Para Riggi, que além de já ter escrito guiões para episódios da série, também assumia a função de produtor executivo, esta foi a sua sexta vez a trabalhar na direção de um episódio de 30 Rock, assim como a terceira na temporada. Para Burditt, que era também um dos co-produtores executivos da temporada, foi a sua 12.ª vez a receber crédito pelo guião de um episódio da série, assim como a segunda na temporada. A atriz Elizabeth Banks fez a sua décima participação na série neste episódio, desempenhando a jornalista Avery Jessup. Todavia, embora o seu nome tenha sido listado na sequência de créditos de encerramento, o ator Keith Powell não desempenhou o papel de James "Toofer" Spurlock em "¡Qué Sorpresa!".
O jornalista Brian Williams, apresentador do noticiário NBC Nightly News, fez uma participação em "¡Qué Sorpresa!". Esta foi a sua segunda na quinta temporada do seriado, e a sua quinta em 30 Rock no geral. Ele viria a participar de mais episódios até a temporada final da série, alargando o seu recorde da celebridade que mais participações teve desempenhando uma versão fictícia de si mesmo. Em "¡Qué Sorpresa!", durante a transmissão dos créditos de encerramento, Williams propõe a Jack um programa televisivo cujo clímax revela que ele próprio é um homem-lagarto: "E depois tiro a máscara, e afinal também sou um homem-lagarto. Cortamos. Fim do episódio." Em Unbreakable Kimmy Schmidt — um seriado criado por Tina Fey e Robert Carlock, ambos produtores executivos e showrunners de 30 Rock — a ideia dos homens-lagarto é retomada com igual irreverência. No episódio "Kimmy Goes to School!", Titus menciona: "Anda lá, cola adesiva. Se consegues manter a máscara humana do Obama sobre a sua cara de lagarto #lizardtruth, tu também consegues." A referência é ampliada na segunda temporada, em "Kimmy Kidnaps Gretchen!", no qual um vídeo da Igreja da Cosmetologia afirma que os familiares dos fiéis são, na verdade, "homens-lagarto. Ou pessoas-loção." A personagem Gretchen reforça esta lógica delirante ao dizer a Kimmy: "Isso é exatamente o que uma pessoa-lagarto ou pessoa-loção diria." Além da criadora Tina Fey em comum, 30 Rock e Unbreakable Kimmy Schmidt partilham não só um estilo de humor absurdo e satírico, como também um universo narrativo no qual certas piadas recorrentes e referências ganham vida própria. Ademais, os elencos dos dois seriados compartilham diversos nomes, inclusive Jon Hamm, Jane Krakowski, e Mike Carlsen. A recorrência de atores e elementos fictícios levou a imprensa a especular sobre uma possível ligação entre as duas séries. Quando questionados pela Entertainment Weekly, ambos Fey e Carlock negaram oficialmente qualquer continuidade narrativa entre os universos das duas séries.
A personalidade Vanessa Minnillo também fez uma participação no episódio, desempenhando a jornalista Carmen Chao. A sua aparição foi marcada por uma piada recorrente sobre sua etnia indefinida. A personagem é apresentada como uma repórter ambiciosa e sensacionalista, cuja ascendência é constantemente comentada de maneira vaga e exagerada. A escolha de Minnillo para o papel reforça essa ambiguidade proposital, como ela é de ascendência italiana, irlandesa e filipina, e permitiu à série brincar com estereótipos e expectativas culturais, ao mesmo tempo em que satirizou o modo como figuras públicas são rotuladas ou exotificadas pela imprensa. Minnillo descreveu a sua participação como uma experiência intensa e gratificante, revelando ter ficado extremamente nervosa desde o processo de seleção, chegando a gravar o teste em vídeo devido a compromissos de viagem, o que considerou mais desafiador por não poder interagir pessoalmente com a equipa. Apesar disso, entregou-se por completo à interpretação de Carmen, personagem que descreve como confiante, direta e determinada, obtendo a aprovação final de Fey. As filmagens para as suas cenas ocorreram num único dia e foram marcadas por um ambiente acolhedor e colaborativo, no qual foi integrada de imediato pelo elenco e equipa técnica. Minnillo destacou a química natural com Fey e Banks, a aprendizagem adquirida ao trabalhar com um elenco de alto nível e a satisfação de interpretar uma personagem que lhe permitiu explorar traços mais ousados e assertivos. Considerou a experiência um marco na sua carreira e manifestou esperança de regressar à série em futuras participações.
A personagem Hank Hooper foi introduzida em "¡Qué Sorpresa!" como a nova figura de liderança da Kabletown. Interpretado pelo ator Ken Howard, a chegada de Hank representa uma mudança significativa na dinâmica da série, especialmente em contraste com os antagonistas corporativos anteriores de Jack, como Devon Banks ou o austero Don Geiss, que foi removido da série na quarta temporada. Ao contrário destes, Hank é apresentado como um homem afável, com um ar de avô simpático, cuja gentileza desconcerta completamente os instintos estratégicos e calculistas de Jack. Para reforçar essa imagem de simplicidade quase rural, a equipa criativa de 30 Rock decidiu colocar um bigode falso em Howard, o que, segundo Don Scardino, produtor e realizador da série, lhe conferia um ar de camponês ou provinciano. A sua primeira interação com Jack é marcada por um abraço caloroso, sublinhando o contraste entre o estilo de gestão emocional e familiar de Hooper e o mundo corporativo frio e competitivo ao qual Jack está acostumado. O crítico de televisão Alan Sepinwall observou que, embora Don Geiss nunca tenha sido tão cómico quanto a série pretendia, Hank conseguiu ser genuinamente divertido ao representar um líder familiar e gentil que, paradoxalmente, gere a empresa com total incompetência.
Um exemplo claro da filosofia de Hooper é a transformação da sala de jantar executiva da NBC numa Sala de Jantar para Todos, uma medida que deixa Jack horrorizado. Esta cena foi filmada na verdadeira Rainbow Room, um espaço para eventos privados no 65.º andar do prédio 30 Rockefeller Plaza, o que representou um desafio técnico para o realizador John Riggi, devido às dificuldades logísticas de transportar o equipamento até ao último andar de um prédio construído em 1933.

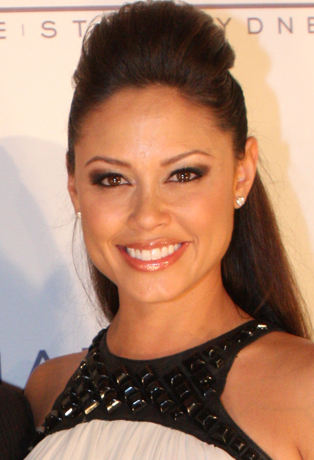
Vanessa Minnillo fez uma participação no episódio.

Outras participações especiais em "Qué Sorpresa" foram de Ice-T e Richard Belzer, que desempenharam, respetivamente, o Detetive Odafin Tutuola e o Sargento John Munch, personagens pertencentes ao universo Lei e Ordem, frequentemente inclusas na série policial Special Victims Unit. A presença da dupla constituiu um crossover entre as duas produções da NBC. No episódio, os detetives surgem no contexto de uma investigação fictícia, inserindo o humor característico da sitcom num enquadramento policial reconhecível pelo público. Ambos atores voltariam a aparecer no episódio final de 30 Rock. O ator Dean Winters, intérprete da personagem recorrente em 30 Rock, já apareceu em duas séries da televisão do universo Lei e Ordem: Special Victims Unit, na qual deu vida à personagem Detective Brian Cassid, e como convidado especial no episódio "Purgatory" de Criminal Intent.
À medida que foi progredindo com a suas temporadas, 30 Rock inclinou-se cada vez mais para o humor surreal, particularmente através da personagem Kenneth Parcell, que se tornou a figura mais excêntrica da série. Enquanto outras personagens viveram desenvolvimentos improváveis, o arco narrativo de Kenneth tornou-se gradualmente mais bizarro, sugerindo que ele poderia ser imortal. Essa linha narrativa começou de forma subtil na primeira temporada, no episódio "The Baby Show", no qual, sobre a secretária do Dr. Leo Spaceman, surge um panfleto com a frase "Nunca Morre" acompanhada de uma fotografia do estagiário ao fundo. A partir da terceira temporada, a série foi deixando diversas pistas sobre a possível natureza eterna de Kenneth, desde alusões à sua idade até momentos mais explícitos nas temporadas seguintes. O auge desta narrativa ocorre quando a mãe de Kenneth revela que, ao nascer, ele lhe disse não ser humano, mas sim um ser imortal. Em "¡Qué Sorpresa!", Kenneth está a apresentar uma ideia a Jack sobre a censura de imagens inadequadas na televisão e aponta para si mesmo quando diz que algumas coisas podem não ser adequadas para "os idosos." Esta piada recorrente culmina no episódio final da série, quando Kenneth, já presidente da NBC, permanece inalterado pelo tempo, ouvindo um discurso da bisneta de Liz Lemon, décadas no futuro. A série deixou a imortalidade de Kenneth como um mistério aberto.
Judah Friedlander, intérprete do argumentista Frank Rossitano em 30 Rock, é conhecido pela sua coleção de bonés de camionista decorados com slogans, frases ou palavras variadas. Esta característica não é apenas um adereço visual, mas parte integrante da personalidade de Frank e do humor da série. Segundo Friedlander, é ele próprio quem concebe e cria os bonés, produzindo modelos suficientes para usar um diferente em cada cena, o que equivale a cerca de três por episódio. As mensagens dos bonés refletem frequentemente o sarcasmo de Frank, os seus interesses peculiares ou referências à cultura popular. Alguns exemplos notáveis incluem erros ortográficos, frases nostálgicas e afirmações bizarras que dão uma ideia do carácter de Frank antes mesmo de ele falar. Por vezes, os bonés são incorporados no enredo, acrescentando uma camada extra de comédia. Em "¡Qué Sorpresa!", Frank usa bonés com as inscrições "Straining Order" e "Wet Tacos."

## Enredo

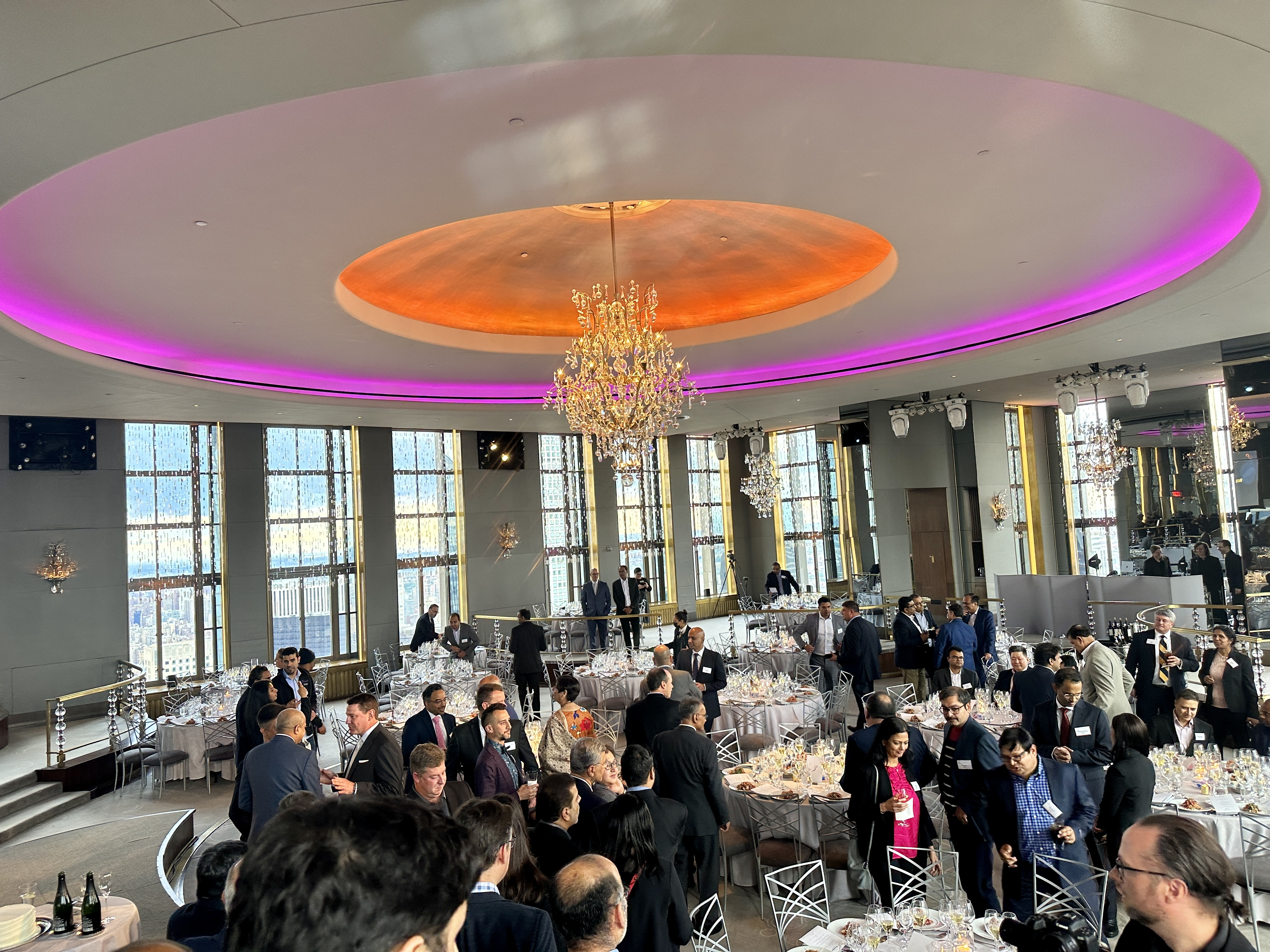
Uma das cenas do episódio foi filmada na Rainbow Room do edifício 30 Rock.

Jack Donaghy (Alec Baldwin) dirige-se ao estúdio do TGS with Tracy Jordan para informar à equipa sobre a visita de Hank Hooper (Ken Howard) — presidente da Kabletown, empresa-mãe da NBC — ao edifício 30 Rockefeller Plaza. Determinado a causar uma boa impressão, Jack ordena que todos, em especial Tracy Jordan (Tracy Morgan) e Jenna Maroney (Jane Krakowski), se comportem de forma exemplar. Tracy e Jenna recebem de Hank um cabaz com ofertas como computadores portáteis, relógios e telemóveis, mas apenas um casaco com o logótipo de Kabletown, o que origina uma disputa entre os dois. Paralelamente, Jack pede a Liz Lemon (Tina Fey) que acompanhe Avery Jessup (Elizabeth Banks) às compras para roupas de bebé, uma vez que Avery esconde a sua gravidez avançada sob capas excêntricas para não comprometer a sua carreira como repórter financeira da NBC Nightly News. No entanto, a jornalista Carmen Chao (Vanessa Minnillo) tenta expor a gravidez e, para a proteger, Liz afirma estar grávida, o que leva Carmen a marcar uma entrevista sobre mães solteiras com Liz.
A disputa pelo casaco intensifica-se, com Tracy e Jenna a pedirem a mediação de Liz, que, já sob a suposição generalizada de que está grávida, acaba por deitar a peça no lixo. Enquanto isso, Jack conhece Hank no refeitório executivo, transformado por este num espaço aberto a todos os funcionários, e é persuadido a organizar um "dia de propostas" para que todos os funcionários da NBC possam apresentar ideias à gestão. A iniciativa fracassa, levando Jack a sugerir o comando de voz Vo-Act, que também falha. Sem alternativas, Jack apropria-se da ideia de Kenneth Parcell (Jack McBrayer), estagiário da NBC, do Blah-Bar, uma barra preta na parte inferior do ecrã que oculta conteúdo inapropriado. Jack confessa o plágio a Kenneth e oferece compensação, mas este recusa.
Entretanto, o disfarce de Liz complica-se quando toda a equipa do TGS acredita na sua suposta gravidez. Jack aconselha-a a manter a mentira, mas Carmen continua a tentar desmascará-la, chegando a encenar uma sessão fotográfica sensual de gravidez para a confrontar. Liz intimida-a esfregando óleo no abdómen, levando Carmen e o operador de câmara a fugirem. Mais tarde, Jack admite perante Hank e Kenneth ter roubado a ideia deste último e apresenta a sua demissão, que Hank recusa, propondo um abraço entre os dois. No desfecho, Avery consegue o cargo na NBC Nightly News, revelando publicamente a gravidez, e decide com Jack dar à filha o nome do meio Elizabeth em homenagem a Liz. Já Tracy e Jenna, ao descobrirem que Liz não está grávida, recebem dela as fotografias encenadas como forma de castigo.

### Análises da crítica

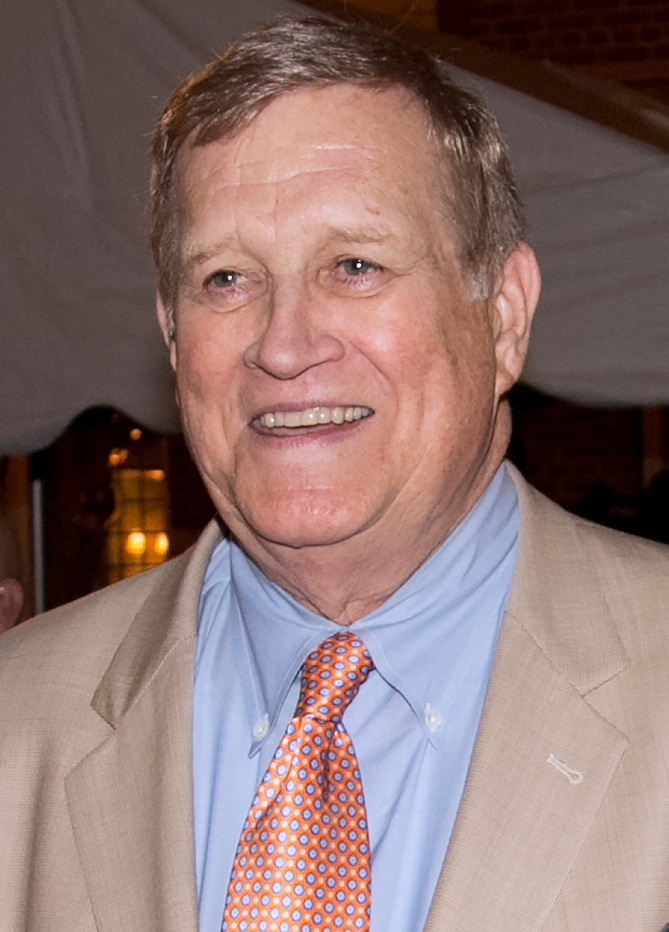
O desempenho de Ken Howard foi universalmente aclamado pela crítica.